# Puelia
Puelia là một chi thực vật có hoa trong họ Hòa thảo (Poaceae).

## Loài
Chi Puelia gồm các loài: